# Rostock
Rostock, ou na sua forma portuguesa Rostoque, é uma cidade independente (kreisfreie Stadt) no nordeste da Alemanha, a maior do estado de Mecklemburgo-Pomerânia Ocidental. Rostoque localiza-se na desembocadura do rio Warnow e parte da cidade é banhada pelo mar Báltico. É a primeira regiópole (espécie de pequena metrópole regional) do país. Com o presidente da câmara municipal, Claus Ruhe Madsen, Rostoque foi a primeira grande cidade alemã (com mais de 200 mil habitantes) a ser governada por um estrangeiro (neste caso dinamarquês).

## História
A história da cidade começou ao redor do ano 1200, com o estabelecimento de comerciantes alemães. Como cidade hanseática manteve amplas relações comerciais com o Norte, Leste e Oeste da Europa.
Em 1419 se fundou ali a primeira universidade da costa do Báltico.
A prosperidade e a localização estratégica da cidade provocaram a investida dos dinamarqueses e suecos, que a  ocuparam por duas vezes, a primeira durante a Guerra dos Trinta Anos (1618–1648) e a segunda entre 1700 e 1721. Em 1677 um grande incêndio destruiu boa parte da cidade.
A reação econômica chegou com a industrialização, por volta da metade do século XIX. Em pouco tempo, já detinha a maior frota mercante da costa báltica. Esse progresso terminou de forma abrupta, em consequência da Primeira Guerra Mundial (1914–1918) e da Grande Depressão dos anos 1930.
Durante o regime nazista, Rostock foi a sede de algumas das principais fábricas de armamento. Sofreu um bombardeio devastador em 1942. Em 1945 foi ocupada pelo Exército Soviético, fez parte da zona de ocupação soviética e, mais tarde, da RDA.

## Economia
A economia é fortemente influenciada pelo turismo e indústrias marítimas (especialmente a construção naval) além empresas de serviços. Rostock possui o sétimo maior porto do Mar Báltico, sendo um dos maiores da Alemanha.

## Geografia

### Divisão geográfica
A cidade está dividida em 21 subdivisões (denominados de Stadtbereiche):
| Nordwest 1 (Noroeste 1)                                                                                          | Nordwest 2 (Noroeste 2)              | West (Oeste)                          | Mitte (Centro)                                                     | Ost (Este) |
| --- | ------------------------------------ | ------------------------------------- | ------------------------------------------------------------------ | --- |
| Seebad Warnemünde Diedrichshagen Markgrafenheide Hohe Düne Hinrichshagen Wiethagen Torfbrücke Groß Klein Schmarl | Lichtenhagen Lütten Klein Evershagen | Reutershagen Hansaviertel Gartenstadt | Kröpeliner-Tor-Vorstadt Südstadt Biestow Stadtmitte Brinckmansdorf | Dierkow-Neu Dierkow-Ost Dierkow-West Toitenwinkel Gehlsdorf Hinrichsdorf Krummendorf Nienhagen Peez Stuthof Jürgeshof |

## Esportes
A cidade tem várias associações desportivas assim como clubes desportivos e possui uma das principais equipas de futebol da antiga Alemanha Oriental, o Hansa Rostock. 
| Equipa                              | Desporto                  | Fundação | Campo Desportivo                        | Membros ativos |
| ----------------------------------- | ------------------------- | -------- | --------------------------------------- | -------------- |
| Hansa Rostock                       | Futebol                   | 1965     | Ostseestadion                           | 12 100         |
| Empor Rostock                       | Andebol                   | 1946     | Stadthalle Rostock                      | 250            |
| Rostocker HC                        | Andebol                   | 2007     | Sporthalle Marienehe                    |                |
| SV Warnemünde                       | Voleibol                  | 1991     | Sporthalle Gerüstbauerring              | 1193           |
| Piranhas (Rostocker Eishockey Club) | Hóquei sobre o gelo       | 1990     | Eishalle Rostock                        |                |
| Rostock Seawolves                   | Basquetebol               | 1994     | Stadthalle Rostock                      |                |
| Rostocker Robben                    | Futebol de praia          | 2010     | AOK Active Beach                        | 100            |
| HSG Uni Rostock                     | Hóquei                    | 1949     | Danziger Straße/Bertha-von-Suttner-Ring |                |
| UWR Rostock 071                     | Râguebi subaquático       | 1999     | Neptun-Schwimmhalle                     |                |
| HSG Warnemünde                      | Polo aquático             | 1971     | Neptun-Schwimmhalle                     | 70             |
| Rostocker Nasenbären                | Hóquei de patins em linha | 2005     | OSPA-Arena                              |                |
| PSV Rostock                         |                           | 1992     | OSPA-Arena                              | 2750           |